# Batalla de Anquíalo (763)
La batalla de Anquíalo (en búlgaro: Битката при Анхиало) tuvo lugar en el año 763, cerca de la ciudad de Pomorie en la costa búlgara del mar Negro 42°33′N 27°39′E / 42.550, 27.650. El resultado fue una victoria bizantina.

## Orígenes del conflicto
Después del éxito en la batalla del paso de Rishki (año 759) el kan búlgaro Vinekh mostró una sorprendente pasividad y deseo de paz que le costó el trono y la vida. El nuevo gobernante, Telets, apoyó la acción militar contra los bizantinos. Con su caballería pesada saqueó las regiones fronterizas con el Imperio bizantino y el 16 de junio del año 763, el emperador Constantino V salió de Constantinopla con un gran ejército y una flota de 800 barcos, con 12 jinetes en cada uno.

## La batalla
El kan búlgaro bloqueó los pasos de montaña y tomó posiciones ventajosas en las cumbres cercanas a Anquíalo pero su confianza e impaciencia lo llevaron a bajar a la llanura y cargar contra el enemigo. La batalla comenzó por la mañana y duró hasta el atardecer. La victoria fue para los bizantinos. En los dos bandos hubo muchas pérdidas. El kan búlgaro pudo escapar.

## Consecuencias
Constantino V entró en su capital triunfante, y los prisioneros búlgaros fueron ejecutados. Telets tuvo un destino similar, dos años más tarde fue asesinado debido a la derrota. Los bizantinos fallaron en utilizar la ventaja estratégica que tenían y las guerras se prolongaron en el durante el siglo VIII hasta el año 792 en la batalla de Marcelae que resultó en una victoria búlgara y restablecimiento del tratado del año 718.